# Handbreen
De Handbreen is een gletsjer op het eiland Barentszeiland, dat deel uitmaakt van de Noorse eilandengroep Spitsbergen.
De gletsjer is vernoemd naar de hand.

## Geografie
De gletsjer ligt in het noordoosten van het eiland is zuidwest-noordoost georiënteerd met een lengte van ongeveer drie kilometer. Hij komt vanaf de Barentsjøkulen en mondt in het oosten uit in de Olgastretet.
Ten zuiden van de gletsjer ligt de gletjser Willybreen en ten noordwesten de grotere gletsjer Augnebreen.